# Hejjige, Nanjangud
Hejjige là một làng thuộc tehsil Nanjangud, huyện Mysore, bang Karnataka, Ấn Độ.